# Cayon
Cayon ist ein Ort auf der Insel St. Kitts, die zum Staat St. Kitts und Nevis gehört. Der Ort ist die Hauptstadt des Parishes Saint Mary Cayon.

## Geographie
Cayon liegt im Osten der Insel St. Kitts am Nordhang der South East Range. Beim Ort mündet auch der Cayon River.

## Persönlichkeiten
- Clyde Mitcham (* 1994), Fußballspieler